# Réconciliation d'un lieu sacré
La réconciliation d'un lieu sacré fait suite à une profanation.

## Généralités
En principe une église ne peut être consacrée qu'une seule fois, sauf si elle est détruite par le feu. Mais si un lieu sacré (église, cimetière) est profané, il est considéré « pollué ». Avant qu'il puisse être de nouveau utilisé pour tout acte ou cérémonie sacrés, il doit être « purifié » par une cérémonie de réconciliation.
La cérémonie de réconciliation est constituée de prières et d'aspersion d'eau bénite ; elle est plus ou moins longue et complexe selon l'acte qui l'a profané.

## Causes d'une profanation
La profanation peut être due à l'un des actes suivants :
- homicide[3] ;
- épanchement de sang par la violence, selon trois critères[3] :
  - le sang doit être répandu par un acte criminel (un saignement à la suite d'un accident ne profane pas l'église)[3] ;
  - l'épanchement de sang doit être important (quelques gouttes d'un saignement de nez à la suite d'un coup reçu, ne sont pas suffisantes pour profaner l'église)[3] ;
  - l'acte amenant l'épanchement de sang doit être perpétré dans l'église (si l'acte est perpétré en-dehors de l'église puis que le blessé entre dans l'église et y répand son sang, l'église n’est pas profanée ; d'un autre côté, l'église est profanée si l’acte a été perpétré dans l'église, même si le blessé sort et que le sang ne coule pas dans l'église)[3].
- épanchement de sperme (per voluntariam humani seminis effusionem in ea factam)[3], acte sexuel[1] ;
- consécration du lieu par un évêque excommunié[1] ;
- inhumation d'un hérétique[1].